# Pehr G. Gyllenhammar

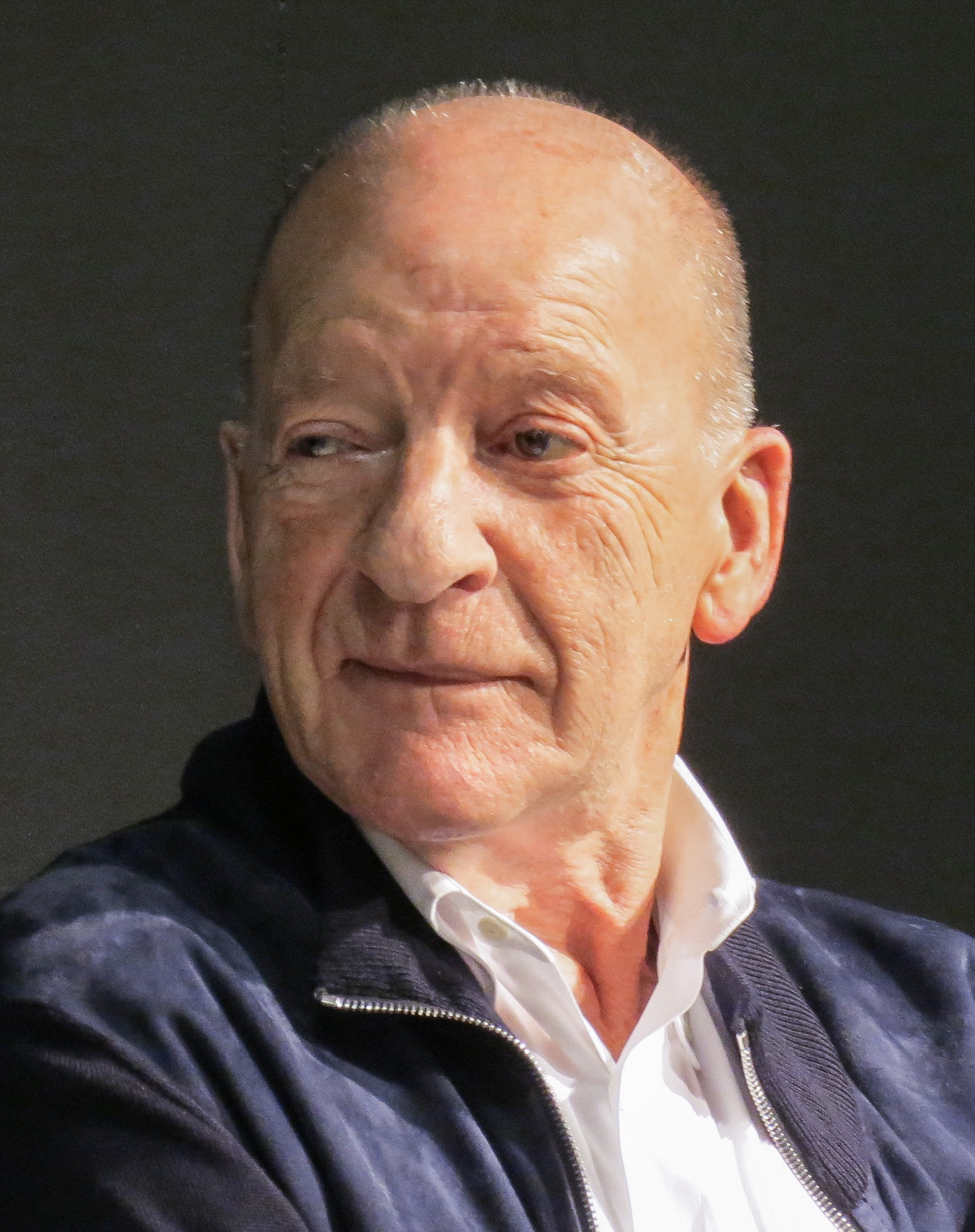
Pehr G. Gyllenhammar (2014)

Pehr Gustaf Gyllenhammar (* 28. April 1935 in Göteborg, Schweden; † 21. November 2024 in Toronto, Kanada) war ein schwedischer Manager und Politiker. Von 1971 bis 1993 leitete er das Unternehmen Volvo AB, er gehörte außerdem zu den führenden Mitgliedern der schwedischen Partei Liberalerna. Für sein Lebenswerk erhielt er zahlreiche Auszeichnungen. 

## Leben und Wirken

### Jugend und Ausbildung
Gyllenhammars Vater war Geschäftsführer der schwedischen Versicherungsgesellschaft Skandia, seine Mutter war eine Konzertpianistin. Die Familie gehört zum schwedischen Adel. Gyllenhammar studierte Rechtswissenschaften an der Universität Lund und war zunächst als Rechtsanwalt tätig. Danach arbeitete er wie sein Vater in der Versicherungsbranche. 1970 wurde er bei Skandia Nachfolger seines Vaters als CEO. Wenige Monate später wechselte er zu Volvo.

### Volvo
1971 wurde er CEO von Volvo, als sein Schwiegervater und Vorgänger Gunnar Engellau in den Aufsichtsrat wechselte. Bei der technischen Entwicklung der Fahrzeuge legte er großen Wert auf eine Verbesserung der Unfallsicherheit. Zudem versuchte er, die eintönige Arbeit an den Montagelinien durch Teamarbeit zu erleichtern. Ab den 1970er Jahren galt Volvo als Vorreiter grundlegend neuer Arbeitsformen, die zusammen mit den Gewerkschaften entwickelt wurden. Dafür nahm er 1989 den Carl Bertelsmann-Preis entgegen.
Unter Gyllenhammars Führung tätigte die Gesellschaft mehrere große Unternehmenskäufe, teilweise auch außerhalb der Automobilindustrie. Er bemühte sich erfolglos um eine Fusion mit dem schwedischen Mitbewerber Saab-Scania. 1975 übernahm Volvo die PKW-Sparte des niederländischen Fahrzeugherstellers DAF. Ab 1978 erwarb Volvo das Handelsunternehmen Beijerinvest, das in den Bereichen Öl, Stahl und Nahrungsmitteln aktiv war. Als weitere Expansionsaktivität wurden Anteile an dem schwedischen Pharmazieunternehmen Pharmacia gekauft. 1981 erwarb Volvo den US-amerikanischen Lastkraftwagenhersteller White Motor.
1983 wechselte Gyllenhammar in den Aufsichtsrat und wurde dessen Vorsitzender. 1988 kaufte Volvo das zuvor abgespaltete Busgeschäft der British Leyland. Zuletzt strebte er eine Fusion mit dem französischen Automobilhersteller Renault an. Die Verhandlungen waren bereits sehr weit gediehen, aber am Ende verweigerte der Board von Volvo die Zustimmung. Gyllenhammar verließ daraufhin 1993 das Unternehmen und kehrte der Autobranche den Rücken zu.

### Weitere Tätigkeiten
Bei mehreren großen Unternehmen im In- und im Ausland war er Boardmitglied. 1983 gründete er den European Round Table (ERT), um die Interessen von multinationalen Unternehmen gegenüber der Europäischen Union besser zu vertreten. Nach der Zeit bei Volvo zog Gyllenhammar nach London und wurde dort Chairman der Versicherungsgesellschaft Aviva. 2004 kehrte er zurück nach Schweden und übernahm den Posten als Chairman der Beteiligungsgesellschaft Investment AB Kinnevik.

### Politische Aktivitäten
Gyllenhammar war ein Anhänger der schwedischen Liberalen Volkspartei Liberalerna. In seinem 1973 erschienenen Buch Jag tror på Sverige (Ich glaube an Schweden) erläutert er seine sozialliberalen Überzeugungen. Er war Mitglied in den Führungsgremien der Partei und bewarb sich 1983 ergebnislos um eine Nachfolge von Ola Ullsten als Parteivorsitzender.

## Privatleben
Gyllenhammar war mit Christina Engellau (1936–2008) verheiratet. Aus der Ehe stammen vier Kinder: Cecilia, Charlotte, Sophie und Oscar. Nach dem Tod seiner Frau heiratete er 2010 erneut. Diese Ehe wurde 2012 geschieden. 2013 ging er mit der damals 42-jährigen, britisch-kanadischen Lee Welton Croll eine dritte Ehe ein, aus dieser Beziehung ging ein Kind hervor. Gyllenhammar starb am 21. November 2024 in Toronto im Alter von 89 Jahren.

## Ehrungen
- Mitglied der Königlichen Schwedischen Akademie der Ingenieurwissenschaften
- Ehrendoktor der Universität Göteborg
- Ehrendoktor der Brunel University, London[8]
- Ehrendoktor der Universität Helsinki
- Ehrendoktor der University of Vermont
- Schweden Träger der H.M. Konungens medalj (Königlichen Medaille) 12:e mit Serafinenband
- Kommandeur 1. Klasse des Wasaordens